# 藤原公兼 (非参議)
三条 公兼（さんじょう きんかね/きんかぬ）は、鎌倉時代の公卿。非参議正二位。父は権大納言藤原実持、母は宇佐大宮司公通女。

正二位まで至ったが、従三位に叙せられて位後、薨去するまで散位のままであった。

## 公兼と琵琶
『文机談』によれば、琵琶の名手藤原孝時の弟子として『古今著聞集』編者の橘成季の名が挙げられ、その流れをくむ人として公兼の名も挙げられている。このことにより、公兼は琵琶を稽古していたことがわかる。

## 経歴
以下、『公卿補任』及び『尊卑分脈』に基づいて記述する。
- 寛元2年（1244年）1月5日、叙爵[3]。
- 宝治元年（1247年）3月6日、侍従に任ぜられる[4]。
- 宝治2年（1248年）1月6日、従五位上に昇叙。
- 建長4年（1252年）1月5日、正五位下に昇叙[5]｡
- 建長5年（1253年）1月13日、阿波権介を兼ねる。
- 建長6年（1254年）8月9日、左少将に任ぜらる。
- 建長7年（1255年）1月7日、従四位下に昇叙。同月27日、左少将に還任。
- 康元元年（1256年）5月8日、父実持の喪に服す。同年7月4日、復任。
- 正嘉2年（1258年）4月6日、従四位上に昇叙。
- 正元元年（1259年）4月17日、正四位下に昇叙。
- 文応元年（1260年）4月8日、左中将に転任。
- 弘長元年（1261年）2月5日、美濃権守を兼ねる。
- 弘安元年（1278年）3月14日、従三位に叙される。
- 弘安7年（1284年）1月6日、正三位に昇叙。
- 正応4年（1291年）7月、母の喪に服す。
- 永仁6年（1298年）6月23日、従二位に昇叙。
- 正安3年（1301年）1月6日、正二位に昇叙。
- 正和元年（1312年）4月17日、薨去。享年73。

## 系譜
- 父：藤原実持（1189年 - 1256年）
- 母：宇佐大宮司公通の娘
- 妻：月輪経家の娘
  - 男子：三条実秀（1271年 - 1339年）
- 生母不明の子女
  - 女子：永福門院大納言
  - 女子
  - 男子：実印
  - 男子：長嗣